# Albert Whitford
Albert Edward Whitford (ur. 22 października 1905 w Milton (Wisconsin), zm. 28 marca 2002 w Madison) – astronom amerykański.

## Życiorys
Uczęszczał do Milton College, a następnie studiował na University of Wisconsin-Madison, uzyskując w 1928 roku stopień doktora fizyki. Na uczelni pracował jako asystent Joela Stebbinsa, pioniera wykorzystania fotometrii fotoelektrycznej w badaniach astronomicznych. Wspólnie prowadzili obserwacje zmiany długości fali światła gwiezdnego powodowane przez ośrodek międzygwiazdowy, barwne galaktyki czy gwiazdy podwójne. W 1933 roku przyjął stanowisko astronoma w California Institute of Technology, co pozwoliło na kontynuację współpracy ze Stebbinsem w Mount Wilson Observatory. W 1935 roku wrócił do Madison.
W trakcie II wojny światowej pracował w MIT, w laboratorium zajmującym się radarami. Po powrocie do Madison objął stanowisko dyrektora Washburn Observatory, sprawował je w latach 1948–1958. W latach 1958–1968 był dyrektorem Obserwatorium Licka. W późniejszym okresie pracował jednocześnie na University of Wisconsin-Madison oraz University of California, Santa Cruz.
Jego fotometryczne badania absorpcji światła pozwoliły na opracowanie tzw. krzywej zaczerwienienia (reddening curve), wykorzystywanej do obrazowania rozkładu gwiazd w Drodze Mlecznej.

## Wyróżnienia i nagrody
- Prix Jules-Janssen (1960)
- Henry Norris Russell Lectureship (1985)
- Medal Bruce (1996)

Planetoida (2301) Whitford została nazwana jego imieniem.